# Doña Rosita la soltera
Doña Rosita la soltera o el lenguaje de las flores es una obra teatral escrita en 1935 por el dramaturgo español Federico García Lorca. Fue su última obra estrenada en vida, el 13 de diciembre de 1935 en el Principal Palace de Barcelona, con la compañía de Margarita Xirgu. Con ella creó un nuevo ciclo dramático, separándose de las tragedias rurales (Bodas de sangre, Yerma), que continuaría (de haber seguido viviendo) con Los sueños de mi prima Aurelia y Las monjas de Granada.

## Trama y estructura
La obra se divide en tres actos, en los que se narra, haciendo resaltar el paso del tiempo, la promesa de matrimonio de una provinciana, doña Rosita, con su primo.
Una pareja de novios ha de separarse porque el novio va a emigrar a Argentina, pero antes de separarse se prometen amor eterno a pesar de la distancia que ha de separarles y el tiempo que deben estar sin verse. El tiempo pasa, pero Rosita sigue esperándole, ya que periódicamente va recibiendo las cartas de amor que este le manda. Un día recibe una carta donde le propone en matrimonio, pero a través de unos poderes que él le mandará, sin estar él presente. Esa carta nunca llega pero el novio continúa escribiendo. En el último acto, muerto el tío de Rosita, ella le confiesa al ama de su casa que ya sabía que su primo se había casado con una argentina y vivía en Tucumán, que alguien se lo había dicho, sin embargo ella seguía esperando las cartas de amor que su primo le seguía enviando, con la misma ilusión que el primer día.

## Simbología
Según algunos datos aportados por el diario granadino Granada Hoy, García Lorca, construyó la trama de “Doña Rosita la soltera” inspirado en la vida de su prima Clotilde García Picossi, que mantuvo una relación amorosa con su primo hermano Máximo Delgado García, que después de casarse con otra mujer en la provincia argentina de Tucumán, seguía enviando correspondencia a Clotilde para hacerle saber que algún día regresaría y se casaría con ella.
Desde el punto de vista del propio Lorca, esta emotiva historia que está considerada como una de las obras maestras del ámbito teatral del siglo XX y aún despierta el interés de millones de personas alrededor del mundo, no es más que la representación de “la vida mansa por fuera y requemada por dentro de una doncella granadina que, poco a poco, va convirtiéndose en esa cosa grotesca y conmovedora que es una solterona en España”.

## Representaciones destacadas
- Estreno, Barcelona, 1935. Intérpretes: Margarita Xirgu, Amalia Sánchez Ariño, Eloísa Vigo, Amelia de la Torre, Pedro López Lagar, Alejandro Maximino y Emilia Milán.
- Teatro María Guerrero, Madrid, 1980. Dirección: Jorge Lavelli. Intérpretes: Nuria Espert, Encarna Paso, Carmen Bernardos, José Vivó, Mario Gas, Cristina Higueras, Inés Morales, Esperanza Grases, Gabriel Llopart, Covadonga Cadenas, Nuria Moreno.
- Teatro Bellas Artes, Madrid, 1998. Dirección: José Tamayo. Intérpretes: Silvia Marsó, Julia Martínez, Carmen Rossi, Mari Begoña, Carlos Álvarez-Nóvoa, Vicente Gisbert, José Segura.
- Teatro Español, Madrid, 2004. Dirección: Miguel Narros. Intérpretes: Verónica Forqué, Julieta Serrano, Alicia Hermida, Roberto Quintana, Ana María Ventura.
- Teatro Nacional de Cataluña, Barcelona, 2014. Dirección: Joan Ollé. Intérpretes: Nora Navas, Mercè Arànega, Carme Elias, Enric Majó, Victòria Pagès.